# Leptocerus chaktika
Leptocerus chaktika là một loài Trichoptera trong họ Leptoceridae. Chúng phân bố ở miền Ấn Độ - Mã Lai.